# علم جمهورية جورجيا الاشتراكية السوفيتية

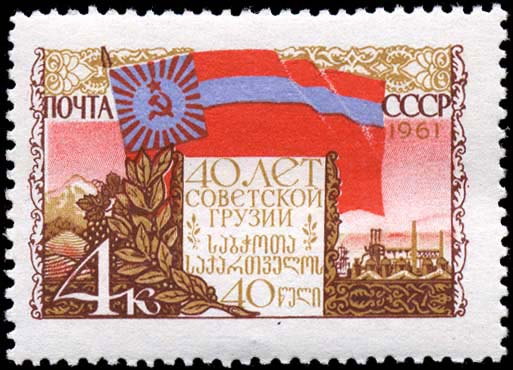
العلم على طابع سنة 1961.

علم جمهورية جورجيا الاشتراكية السوفيتية (بالجورجية: საქართველოს საბჭოთა სოციალისტური რესპუბლიკის დროშა)، هو العلم الرسمي لجمهورية جورجيا الاشتراكية السوفيتية؛ ضمن جمهوريات الاتحاد السوفيتي، منذ 11 أبريل 1951، حتى 14 نوفمبر 1990؛ قبيل تفكك الاتحاد السوفيتي.

## الوصف
يعتمد ها الوصف على أخر إصدار من العلم الوطني لجمهورية جورجيا الاشتراكية السوفيتية، فهو مكوّن من قماش أحمر بنسبة عرض إلى طول 1:2. في الزاوية العلوية بالقرب من السارية، يوجد مربع أزرق يبلغ طول ضلعه نصف عرض العلم. في وسط المربع توجد دائرة نصف قطرها يساوي ثلث طول ضلع المربع. داخل الدائرة يوجد مطرقة ومنجل، وفوقهما نجمة خماسية الأطراف. من الدائرة إلى جوانب المربع تنتشر 24 شعاعاً. المنجل والمطرقة والنجمة الحمراء والأشعة الحمراء. من منتصف الجانب الأيمن من المربع يمتد شريط أزرق عبر طول العلم، بعرض يساوي ثلث طول ضلع المربع.
كان هذا هو العلم الوحيد في جمهوريات الاتحاد السوفيتي بتصميم شعار المطرقة والمنجل باللون الأحمر، حيث كان في بقية الأعلام بلون ذهبي.

## التاريخ
في 18 فبراير 1921، أعلن اللجنة الثورية (ريفكوم) للحزب الشيوعي (البلاشفة) عن إنشاء جمهورية جورجيا الاشتراكية السوفيتية (ССРГ). في 20 مايو 1921، اعتمدت ريفكوم مرسوماً بعنوان "حول شعار وعلم جمهورية جورجيا الاشتراكية السوفيتية":
عُدل الاختصار المكتوب في العلم باللغة الجورجية باللون الذهبي؛ لتصبح სსსრ بدلاً عن الأحرف السيريلية ССРГ في الزاوية العلوية اليسرى.
في 13 فبراير 1937، اعتمد المؤتمر الثامن لمجالس عموم جورجيا دستوراً جديداً (القانون الأساسي) لجمهورية جورجيا السوفيتية الاشتراكية. وُصِف العلم في المادة 160:
في 11 أبريل 1951، ووفقاً لمشروع الفنان سيفيريان دافيدوفيتش مايساشفيلي، اعتمدت هيئة رئاسة المجلس الأعلى لجمهورية جورجيا السوفيتية الاشتراكية علماً وطنياً جديداً بوصف:
لم يتم تحديد رمزية الألوان بشكل رسمي. ولكن كان يُعتقد بشكل غير رسمي أن اللون الأزرق في العلم يرمز إلى البحر الأسود، وأن المربع بالأشعة يرمز إلى سماء جورجيا الصافية.
في 18 يونيو 1981، تمت إضافة وصف لتصميم العلم في النظام الصادر بشأن علم جمهورية جورجيا السوفيتية الاشتراكية:
في 14 نوفمبر 1990، اعتمد المجلس الأعلى لجمهورية جورجيا السوفيتية الاشتراكية قانون جمهورية جورجيا "بشأن إعلان الفترة الانتقالية في جمهورية جورجيا"، والذي أُدخلت بموجبه تعديلات على دستور (القانون الأساسي) جمهورية جورجيا السوفيتية الاشتراكية، بما في ذلك تغيير اسم "جمهورية جورجيا السوفيتية الاشتراكية" إلى "جمهورية جورجيا"، وتغيير شعارها وعلمها.

## معرض الصور

علم جمهورية جورجيا الاشتراكية السوفيتية بين عاميّ 1921 و1922
علم جمهورية جورجيا الاشتراكية السوفيتية بين عاميّ 1922 و1937
علم جمهورية جورجيا الاشتراكية السوفيتية بين عاميّ 1937 و1951
علم جمهورية جورجيا الاشتراكية السوفيتية بين عاميّ 1951 و1990
علم جمهورية جورجيا بين عاميّ 1990 و1991
امرأة تحمل علم جورجيا السوفيتية في متحف باتومي ستالين [الإنجليزية].